# Rimac Automobili
Rimac Automobili d. o. o. — хорватская автомобильная компания, располагающаяся в городе Света-Неделя (около Загреба) и специализирующаяся на разработке и производстве электромобилей, трансмиссий и аккумуляторных систем. Первая модель компании — Concept One — была известна как самый быстрый в мире электромобиль. Кроме продукции под собственным брендом, фирма также производит запчасти для других компаний: к примеру, Applus + IDIADA от компании Volar-E.

## История

### Ранняя модель
Основой для будущей компании Rimac Automobili в 2007 году послужило «гаражное хобби» её основателя — Mate Rimac, боснийского хорвата из города Ливно (Босния и Герцеговина). Он переделал свой BMW E30 так, чтобы поставить в него электрическую трансмиссию, а затем привлек внимание прессы и инвесторов к данному проекту. Большая часть первого финансирования поступала от продажи патентов и бизнес-ангелов.
Сама компания была образована в 2009 году; она арендовала помещения в городе Свете Неделя, недалеко от столичного Загреба. Модель e-M3 была первой тестовой платформой Rimac Automobili. Основатель и главный исполнительный директор Mate Rimac начал переделывать этот автомобиль, когда ему было всего 19 лет: «Мне принадлежал старый BMW E30 (MY 1984), который я использовал для гонок. На одной из этих гонок взорвался его мотор. Тогда я решил попробовать построить электромобиль. Через год, или около того, машина была в состоянии выехать из гаража, но я не был удовлетворён результатом. Автомобиль получился тяжелым, не очень мощным, а его пробег до перезарядки был крайне ограничен. Я начал собирать команду экспертов для разработки наших собственных компонентов, так как полагал, что электрический двигатель может дать гораздо больше, чем те модели, что были доступны на рынке. В то время у меня уже было очень четкое видение моей конечной цели. Сегодня напряженная работа воплощает мою мечту в реальность».

### Green Monster
Новый прототип, основанный на BMW E30, получил название «Green Monster» (Зеленый монстр). При разгоне от 0 до 62 миль/ч за 3,3 секунды это был рекордсмен в категориях A, VIII и классе 3 (более 1000 кг). «Зеленый монстр» имел мощность в 600 лошадиных сил, крутящий момент в 900 Нм и максимальную скорость в 280 км/ч. Пять официальных заездов позволили e-M3 стать официально самым быстро ускоряющимся электромобилем — в соответствии с правилами FIA.
Оригинальный BMW уже пережил пять «этапов переосмысления», и, по словам Mate Rimac, «каждый раз становился быстрее, легче и надежнее». Когда Rimac осознал, насколько мало осталось от оригинального автомобиля, он решил построить новую модель с нуля.

## Rimac Concept One
С массой в 1850 кг и мощностью в 1088 л. с. Concept One смог разогнаться до скорости в 100 км / ч за 2,8 секунды; на испытаниях он достиг максимальной скорости в 305 км/ч. Ёмкость аккумуляторов в 92 кВт*ч обеспечивает возможность проехать до 600 км без перезарядки. Компания запланировала выпуск первой серии в 88 машин — ориентированных, в основном, на европейский рынок.
По состоянию на октябрь 2014 года было изготовлено и продано восемь автомобилей, что составляет весь объем производства. Почти все запчасти производятся на самом предприятии Rimac Automobili. Текущая команда дизайнеров включает в себя несколько бывших дизайнеров от Pininfarina и Magna Steyr. Внешний вид Rimac Concept One был разработан молодым хорватским дизайнером Адрианом Мудри.
Важной частью истории Rimac Automobili стала Франкфуртская автомобильная выставка. Команда опубликовала очень мало подробностей о проекте до выставки — они постарались сохранить как можно больше секретов. Машина, созданная неизвестной на тот момент частной стартап-компанией, вызвала интерес и произвела впечатление. Особого внимания удостоился аккумулятор модели.
При этом, сам Concept One был изначально разработан, как электрический суперкар, а не суперкар с электродвигателем: весь автомобиль разработан вокруг трансмиссии и аккумуляторной батареи. Батареи были расположены в полу, вместе со всеми другими тяжелыми компонентами двигателя — чтобы достичь низкого центра тяжести.

## Rimac Concept S

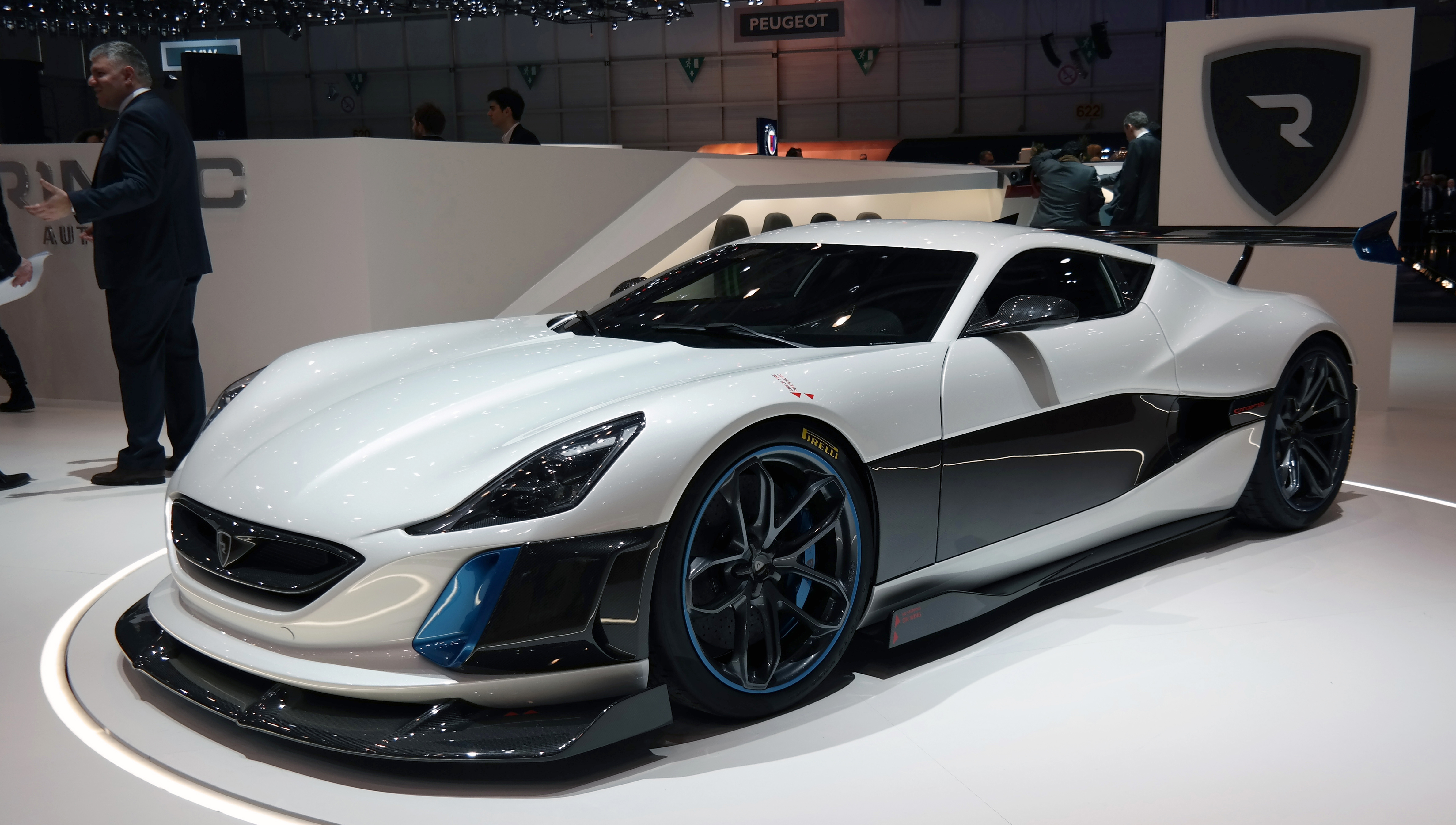
Rimac Concept S

Concept S является более легким, более мощным и более аэродинамичным обновлением модели Concept One. Электродвигатели могут развить мощность в 1384 л. с., что означает, что Concept S может ускоряться от 0 до 100 км/ч за 2,5 секунды и достичь максимальной скорости в 365 км/ч.
В 2017 году, на Женевском автосалоне, компания объявила о создании официальных дилеров своего бренда в Европе, Северной Америке и на Ближнем Востоке: партнёрами проекта стали Manhattan Motorcars, PACE Germany и Al Zarooni Group.

## Rimac Concept_Two
В 2018 году на Женевском автосалоне была представлена новая модель — Rimac Concept Two.